# Паненкова, Дарья Сергеевна
Да́рья Серге́евна Паненко́ва (род. 8 декабря 2002 года в Москве) — российская фигуристка, выступавшая в одиночном катании. Участница турнира «Skate Canada» 2018 года.

## Биография
Родилась и живёт в Москве. Занимается фигурным катанием с 2006 года.

### Сезон 2016/2017
В сезоне 2016/2017 (в феврале 2017 года) победила в юниорском разряде турнира «София Трофи» в столице Болгарии Софии.

### Сезон 2017/2018
В сезоне 2017/2018 дебютировала в юниорской серии Гран-при. Заняв 1-е место на латвийском этапе и 2-е на польском, обеспечила себе место в финале. В декабре в финале юниорского Гран-при стала пятой. В конце декабря впервые выступила на взрослом чемпионате России (2018 года), заняв там 8-е место. В январе стала пятой на первенстве России среди юниоров 2018 года.

### Сезон 2018/2019
В сезоне 2018/2019 дебютировала во взрослой серии Гран-при, на турнире «Скейт Ка́нада», где после короткой программы шла на последнем, 11-м месте, но по сумме стала 9-й. На Гран-при Хельсинки была 6-й в короткой программе и 9-й в произвольной, по сумме заняла 6-е место. На турнире Tallinn Trophy Дарья заняла 5-е место.
2 сентября 2020 года объявила о завершении карьеры.

## Спортивные достижения
| Соревнования                      | 16/17                        | 17/18                        | 18/19                        |                              |
| Международные индивидуальные      | Международные индивидуальные | Международные индивидуальные | Международные индивидуальные | Международные индивидуальные |
| --------------------------------- | ---------------------------- | ---------------------------- | ---------------------------- | ---------------------------- |
| Этапы Гран-при. Skate Canada      |                              |                              | 9                            |                              |
| Этапы Гран-при. Хельсинки         |                              |                              | 6                            |                              |
| Челленджеры. Tallinn Trophy       |                              |                              | 5                            |                              |
| Национальные                      |                              |                              |                              |                              |
| Чемпионат России                  |                              | 8                            | 18                           |                              |
| Финал Кубка России                |                              | 3                            |                              |                              |
| Первенство России среди юниоров   | 5                            | 5                            |                              |                              |
| Этапы Кубка России. II этап       | 1 юн.                        |                              | 8                            |                              |
| Этапы Кубка России. III этап      |                              |                              | 8                            |                              |
| Этапы Кубка России. IV этап       |                              | 3                            |                              |                              |
| Этапы Кубка России. V этап        | 1 юн.                        | 3                            |                              |                              |
| Международные среди юниоров       |                              |                              |                              |                              |
| Финал юниорского Гран-при         |                              | 5                            |                              |                              |
| Этапы юниорского Гран-при. Латвия |                              | 1                            |                              |                              |
| Этапы юниорского Гран-при. Польша |                              | 2                            |                              |                              |
| Sofia Trophy                      | 1                            |                              |                              |                              |